# エクレアナマコ

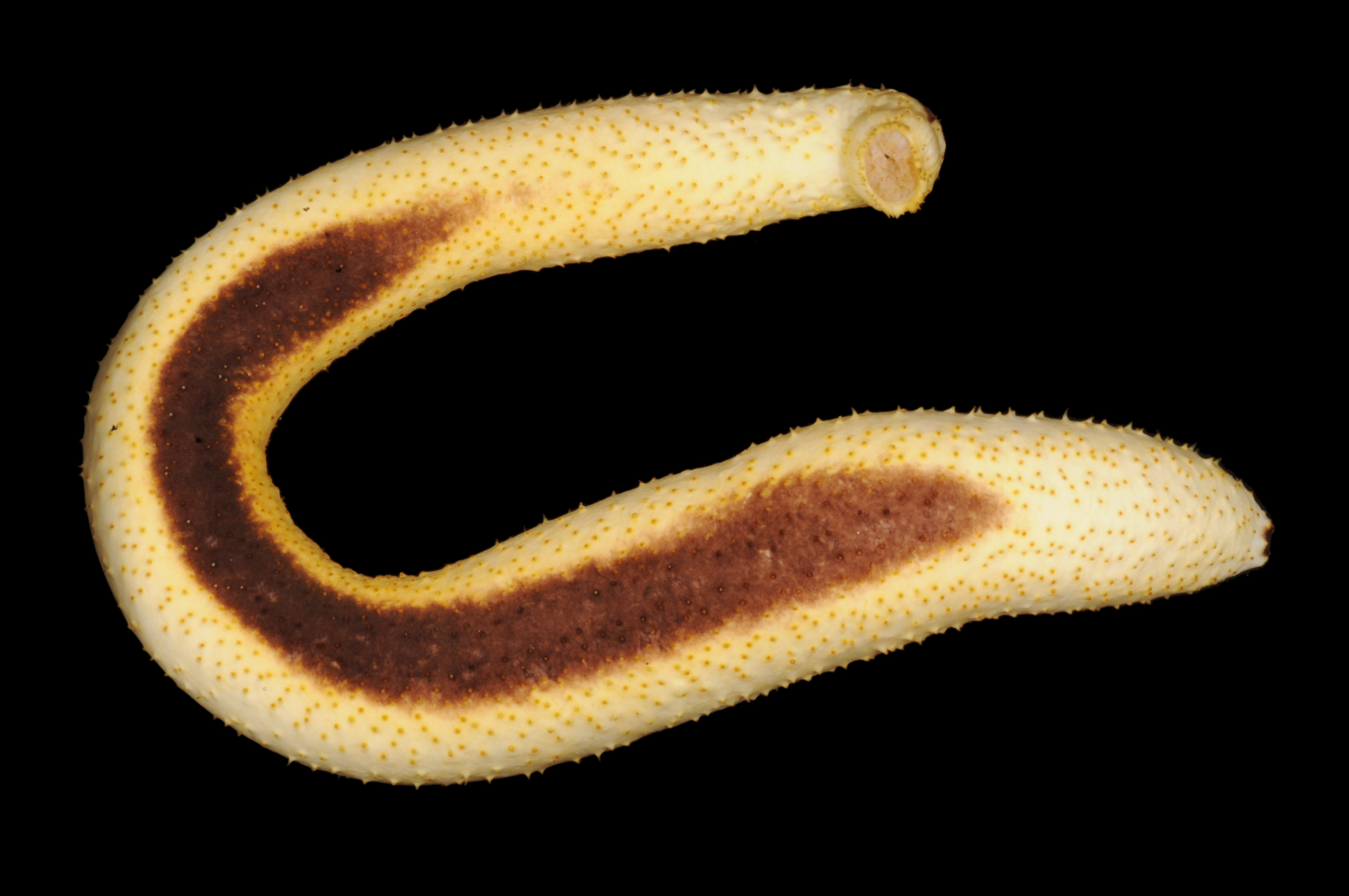
腹面

エクレアナマコ（Holothuria nigralutea）は、クロナマコ科クロナマコ属に属するナマコの一種。

## 分布
オーストラリア周辺海域に分布する。2011年になって沖縄本島の沿岸に分布していることが報告され、北半球における初記録となった。

## 特徴
体長40 - 50センチメートル。体色は黄褐色で背面に黒色の斑紋があり、和名もこうした外見が洋菓子のエクレアに似ているために名づけられた。
クロナマコ属の中でもアカミシキリ Holothuria (Halodeima) edulis Lesson, 1830 と最も近縁であり、形態も類似するが、体色によって容易に区別できる。
沖縄では水深40 - 50メートルの海域から採集されている。
研究者によると「エクレアとは程遠い、苦味と渋みの混じった味」であるという。